# Світовий Тур UCI 2012
Світовий тур UCI 2012 (англ. UCI World Tour 2012) — четвертий сезон в рамках нової рейтингової системи, яку ввів Міжнародний союз велосипедистів (UCI) 2009 року. Сезон розпочався 17 січня стартовим етапом Тур Даун Андер. Складався з 14 багатоденних і 14 одноденних гонок, а також однієї командної гонки з роздільним стартом, результати якої йшли лише в командний залік. Тур Гуанчжоу, який спочатку внесли в календар цього сезону, потім перенесли на наступний.

## Команди
Команди складалися з кількох груп. Основна група це 18 Світових команд. Організатори також могли запрошувати континентальні і національні команди.
Світові команди зобов'язані були взяти участь у всіх 29 етапах:
| - AG2R La Mondiale - Astana Pro Team - BMC Racing Team - Euskaltel-Euskadi - FDJ - Cannondale-Garmin | - Orica–Scott - Katusha–Alpecin - UAE Team Emirates - Cannondale Pro Cycling Team - Lotto Soudal - Movistar Team | - Quick-Step Floors - LottoNL-Jumbo - Trek-Segafredo - Tinkoff - Team Sky - Vacansoleil-DCM |  |  |

Orica–Scott (відома під назвою Orica–Scott починаючи з травня) була новою командою, тоді як FDJ повернула статус ProTour, який втратила перед попередній сезоном. Ці команди замінили Team HTC-High Road, яка припинила існування після 21 року, і Team RadioShack, яка злилась з Trek-Segafredo, утворивши Trek-Segafredo. Зміна спонсорів призвела до того, що Quick-Step Floors стала Quick-Step Floors, тоді як Lotto Soudal стала Lotto Soudal. Дві команди через зміну спонсорів двічі змінювали свої назви: Tinkoff спочатку повернулась до своєї назви 2011 року Tinkoff, а в червні стала Tinkoff; а додавання нових спонсорів призвело до появи таких назв як Cannondale-Garmin і Cannondale-Garmin.

## Змагання
Всі етапи Світового Туру UCI 2011 увійшли в цей сезон. Крім того, додалися одноденка в Бельгії E3 Харелбеке і командна гонка з роздільним стартом на чемпіонаті світу.
| Етап                     | Дати                  | Переможець                  | Переможець | Другий                   | Другий  | Третій                      | Третій  | Решта очок (4-те місце і нижче)                                   | Очки за етап    |
| ------------------------ | --------------------- | --------------------------- | ---------- | ------------------------ | ------- | --------------------------- | ------- | ----------------------------------------------------------------- | --------------- |
| Тур Даун Андер           | 17–22 січня           | Саймон Джерранс (AUS)       | 100        | Алехандро Валверде (ESP) | 80      | Тьягу Машаду (POR)          | 70      | 60, 50, 40, 30, 20, 10, 4                                         | 6, 4, 2, 1, 1   |
| Париж — Ніцца            | 4–11 березня          | Бредлі Віґґінз (GBR)        | 100        | Ліувен Вестра (NED)      | 80      | Алехандро Валверде (ESP)    | 70      | 60, 50, 40, 30, 20, 10, 4                                         | 6, 4, 2, 1, 1   |
| Тіррено — Адріатіко      | 7 березня–13          | Вінченцо Нібалі (ITA)       | 100        | Кріс Горнер (USA)        | 80      | Роман Кройцігер (CZE)       | 70      | 60, 50, 40, 30, 20, 10, 4                                         | 6, 4, 2, 1, 1   |
| Мілан — Сан-Ремо         | 17 березня            | Саймон Джерранс (AUS)       | 100        | Фаб'ян Канчеллара (SWI)  | 80      | Вінченцо Нібалі (ITA)       | 70      | 60, 50, 40, 30, 20, 10, 4                                         | N/A             |
| Вольта Каталунії         | 19–25 березня         | Мікаель Альбазіні (SWI)     | 100        | Самуель Санчес (ESP)     | 80      | Юрген Ван ден Брук (BEL)    | 70      | 60, 50, 40, 30, 20, 10, 4                                         | 6, 4, 2, 1, 1   |
| E3 Харелбеке             | 23 березня            | Том Бонен (BEL)             | 80         | Оскар Фрейре (ESP)       | 60      | Бернард Ейзель (AUT)        | 50      | 40, 30, 22, 14, 10, 6, 2                                          | N/A             |
| Гент — Вевельгем         | 25 березня            | Том Бонен (BEL)             | 80         | Петер Саган (SVK)        | 60      | Матті Брешель (DEN)         | 50      | 40, 30, 22, 14, 10, 6, 2                                          | N/A             |
| Тур Фландрії             | 1 квітня              | Том Бонен (BEL)             | 100        | Філіпо Поццато (ITA)     | 0 pts   | Алессандро Баллан (ITA)     | 70      | 60, 50, 40, 30, 20, 10, 4                                         | N/A             |
| Тур Країни Басків        | 2–7 квітня            | Самуель Санчес (ESP)        | 100        | Хоакім Родрігес (ESP)    | 80      | Бауке Моллема (NED)         | 70      | 60, 50, 40, 30, 20, 10, 4                                         | 6, 4, 2, 1, 1   |
| Париж — Рубе             | 8 квітня              | Том Бонен (BEL)             | 100        | Себастьєн Тюрго (FRA)    | 0 pts   | Алессандро Баллан (ITA)     | 70      | 60, 50, 40, 30, 20, 10, 4                                         | N/A             |
| Амстел Голд Рейс         | 15 квітня             | Енріко Гаспаротто (ITA)     | 80         | Єлле Ванендерт (BEL)     | 60      | Петер Саган (SVK)           | 50      | 40, 30, 22, 14, 10, 6, 2                                          | N/A             |
| Флеш Валонь              | 18 квітня             | Хоакім Родрігес (ESP)       | 80         | Мікаель Альбазіні (SWI)  | 60      | Філіп Жильбер (BEL)         | 50      | 40, 30, 22, 14, 10, 6, 2                                          | N/A             |
| Льєж — Бастонь — Льєж    | 22 квітня             | Максим Іглинський (KAZ)     | 100        | Вінченцо Нібалі (ITA)    | 80      | Енріко Гаспаротто (ITA)     | 70      | 60, 50, 40, 30, 20, 10, 4                                         | N/A             |
| Тур Романдії             | 24–29 квітня          | Бредлі Віґґінз (GBR)        | 100        | Ендрю Таланскі (USA)     | 80      | Руй Кошта (POR)             | 70      | 60, 50, 40, 30, 20, 10, 4                                         | 6, 4, 2, 1, 1   |
| Джиро д'Італія           | 5–27 травня           | Райдер Хешедаль (CAN)       | 170        | Хоакім Родрігес (ESP)    | 130 pts | Томас Де Гендт (BEL)        | 100     | 90, 80, 70, 60, 52, 44, 38, 32, 26, 22, 18, 14, 10, 8, 6, 4, 2    | 16, 8, 4, 2, 1  |
| Крітеріум ду Дофіне      | 3–10 червня           | Бредлі Віґґінз (GBR)        | 100        | Майкл Роджерс (AUS)      | 80      | Кадел Еванс (AUS)           | 70      | 60, 50, 40, 30, 20, 10, 4                                         | 6, 4, 2, 1, 1   |
| Тур Швейцарії            | 9–17 червня           | Руй Кошта (POR)             | 100        | Франк Шлек (LUX)         | 80      | Леві Лейфеймер (USA)        | 70      | 60, 50, 40, 30, 20, 10, 4                                         | 6, 4, 2, 1, 1   |
| Тур де Франс             | 30 червня – 22 липня  | Бредлі Віґґінз (GBR)        | 200 pts    | Кріс Фрум (GBR)          | 150     | Вінченцо Нібалі (ITA)       | 120 pts | 110, 100, 90, 80, 70, 60, 50, 40, 30, 24, 20, 16, 12, 10, 8, 6, 4 | 20, 10, 6, 4, 2 |
| Тур Польщі               | 10–16 липня           | Морено Мозер (ITA)          | 100        | Міхал Квятковський (POL) | 80      | Серхіо Енао (COL)           | 70      | 60, 50, 40, 30, 20, 10, 4                                         | 6, 4, 2, 1, 1   |
| Енеко Тур                | 6–12 серпня           | Ларс Бом (NED)              | 100        | Сільвен Шаванель (FRA)   | 80      | Нікі Терпстра (NED)         | 70      | 60, 50, 40, 30, 20, 10, 4                                         | 6, 4, 2, 1, 1   |
| Класика Сан-Себастьяна   | 14 серпня             | Луїс Леон Санчес (ESP)      | 80         | Саймон Джерранс (AUS)    | 60      | Джанні Мерсман (BEL)        | 50      | 40, 30, 22, 14, 10, 6, 2                                          | N/A             |
| Вуельта Іспанії          | 18 серпня – 9 вересня | Альберто Контадор (ESP)     | 170        | Алехандро Валверде (ESP) | 130 pts | Хоакім Родрігес (ESP)       | 100     | 90, 80, 70, 60, 52, 44, 38, 32, 26, 22, 18, 14, 10, 8, 6, 4, 2    | 16, 8, 4, 2, 1  |
| Ваттенфаль Класик        | серпня 19             | Арно Демар (FRA)            | 80         | Андре Грайпель (GER)     | 60      | Джакомо Ніццоло (ITA)       | 50      | 40, 30, 22, 14, 10, 6, 2                                          | N/A             |
| Гран-прі Уес Франс       | 26 серпня             | Едвальд Боассон Хаген (NOR) | 80         | Руй Кошта (POR)          | 60      | Генрік Гаусслер (AUS)       | 50      | 40, 30, 22, 14, 10, 6, 2                                          | N/A             |
| Гран-прі Квебека         | 7 вересня             | Саймон Джерранс (AUS)       | 80         | Грег Ван Авермет (BEL)   | 60      | Руй Кошта (POR)             | 50      | 40, 30, 22, 14, 10, 6, 2                                          | N/A             |
| Гран-прі Монреаля        | 9 вересня             | Ларс Петтер Нордхауг (NOR)  | 80         | Морено Мозер (ITA)       | 60      | Олександр Колобнєв (RUS)    | 50      | 40, 30, 22, 14, 10, 6, 2                                          | N/A             |
| TTT на чемпіонаті світу† | 16 вересня            | Quick-Step Floors           | 200 pts    | BMC Racing Team          | 170     | Orica–Scott                 | 140 pts | 130, 120, 110, 100, 90, 80, 70                                    | N/A             |
| Джиро ді Ломбардія       | 29 вересня            | Хоакім Родрігес (ESP)       | 100        | Самуель Санчес (ESP)     | 80      | Рігоберто Уран (COL)        | 70      | 60, 50, 40, 30, 20, 10, 4                                         | N/A             |
| Тур Пекіна               | 9–13 жовтня           | Тоні Мартін (GER)           | 100        | Франческо Гавацці (ITA)  | 80      | Едвальд Боассон Хаген (NOR) | 70      | 60, 50, 40, 30, 20, 10, 4                                         | 6, 4, 2, 1, 1   |

† Перемога в командній гонці з роздільним стартом дає очки лише в командний рейтинг, але не в особистий чи національний.

## Рейтинги

### Особистий
Джерело:
Гонщики, які набрали одну й ту саму кількість очок, ділили місця за кількістю перемог, других місць, третіх місць тощо, на змаганнях і етапах Світового туру.
| Місце | Ім'я                        | Команда                     | Очки |
| ----- | --------------------------- | --------------------------- | ---- |
| 1     | Хоакім Родрігес (ESP)       | Katusha–Alpecin             | 692  |
| 2     | Бредлі Віґґінз (GBR)        | Team Sky                    | 601  |
| 3     | Том Бонен (BEL)             | Quick-Step Floors           | 410  |
| 4     | Вінченцо Нібалі (ITA)       | Cannondale Pro Cycling Team | 400  |
| 5     | Алехандро Валверде (ESP)    | Movistar Team               | 394  |
| 6     | Саймон Джерранс (AUS)       | Orica–Scott                 | 390  |
| 7     | Кріс Фрум (GBR)             | Team Sky                    | 376  |
| 8     | Петер Саган (SVK)           | Cannondale Pro Cycling Team | 351  |
| 9     | Самуель Санчес (ESP)        | Euskaltel-Euskadi           | 332  |
| 10    | Руй Кошта (POR)             | Movistar Team               | 320  |
| 11    | Едвальд Боассон Хаген (NOR) | Team Sky                    | 317  |
| 12    | Альберто Контадор (ESP)     | Tinkoff                     | 290  |
| 13    | Райдер Хешедаль (CAN)       | Cannondale-Garmin           | 241  |
| 14    | Юрген Ван ден Брук (BEL)    | Lotto Soudal                | 237  |
| 15    | Рігоберто Уран (COL)        | Team Sky                    | 199  |
| 16    | Ден Мартін (IRL)            | Cannondale-Garmin           | 196  |
| 17    | Майкл Роджерс (AUS)         | Team Sky                    | 194  |
| 18    | Бауке Моллема (NED)         | LottoNL-Jumbo               | 194  |
| 19    | Серхіо Енао (COL)           | Team Sky                    | 194  |
| 20    | Роман Кройцігер (CZE)       | Astana Pro Team             | 189  |
| 21    | Даміано Кунего (ITA)        | UAE Team Emirates           | 184  |
| 22    | Мікеле Скарпоні (ITA)       | UAE Team Emirates           | 184  |
| 23    | Мікаель Альбазіні (SUI)     | Orica–Scott                 | 183  |
| 24    | Кадел Еванс (AUS)           | BMC Racing Team             | 182  |
| 25    | Оскар Фрейре (ESP)          | Katusha–Alpecin             | 181  |

- 248 гонщиків набрали очки. Ще 40 гонщиків посіли місця, які принесли б їм очки, якби вони належали до світових команд.[8]

### Командний
Джерело:
Командні очки нараховувалися додаванням особистих очок найкращих п'яти гонщиків у кожній команді. Крім того, до них додались очки зароблені в командній гонці з роздільним стартом на Чемпіонаті світу (WTTT).
| Місце | Команда                     | Очки | Найкращі 5 гонщиків                                                                 | WTTT |
| ----- | --------------------------- | ---- | ----------------------------------------------------------------------------------- | ---- |
| 1     | Team Sky                    | 1767 | Віґґінз (601), Фрум (376), Боассон Хаген (317), Уран (199), Роджерс (194)           | 80   |
| 2     | Katusha–Alpecin             | 1273 | Родрігес (692), Фрейре (181), Колобнєв (110), Д. Морено (104), Шпілак (86)          | 100  |
| 3     | Cannondale Pro Cycling Team | 1197 | Нібалі (400), П. Саган (351), Мозер (175), Бассо (88), Капеккі (53)                 | 130  |
| 4     | Quick-Step Floors           | 1162 | Бонен (410), Т. Мартін (171), Терпстра (160), Шаванель (113), Квятковський (108)    | 200  |
| 5     | Movistar Team               | 952  | Валверде (394), Кошта (320), Інчаусті (47), Кіриєнко (41), Кастровьєхо (40)         | 110  |
| 6     | Orica–Scott                 | 920  | Джерранс (390), Альбазіні (183), Госс (114), Дарбрідж (56), Тафт (37)               | 140  |
| 7     | BMC Racing Team             | 917  | Еванс (182), Баллан (172), Ван Гардер (160), Ван Авермет (121), Жильбер (112)       | 170  |
| 8     | LottoNL-Jumbo               | 799  | Моллема (194), Бом (148), Л. Л. Санчес (143), Гесінк (134), Брешель (60)            | 120  |
| 9     | Cannondale-Garmin           | 762  | Хешедаль (241), Д. Мартін (196), Таланскі (145), Гаусслер (70), Ле Мевель (40)      | 70   |
| 10    | Astana Pro Team             | 645  | Кройцігер (189), Гаспаротто (150), Брайкович (106), Іглинський (100), Гавацці (100) | 0    |
| 11    | Lotto Soudal                | 625  | Ван ден Брук (237), Грайпель (162), Є. Ванендерт (104), Мерсман (70), Руландтс (52) | 0    |
| 12    | Trek-Segafredo              | 619  | Канчеллара (134), Горнер (120), Субельдія (94), Машаду (92), Ф. Шлек (89)           | 90   |
| 13    | Euskaltel-Euskadi           | 555  | С. Санчес (332), Нієве (98), Й. ісагірре (46), Антон (44), Вердуго (35)             | 0    |
| 14    | UAE Team Emirates           | 435  | Кунего (184), Скарпоні (184), Уліссі (30), Петаккі (22), Нємєц (15)                 | 0    |
| 15    | Tinkoff                     | 401  | Контадор (290), Майка (30), Тозатто (30), К. А. Серенсен (30), Х. Х. Хаедо (21)     | 0    |
| 16    | Vacansoleil-DCM             | 364  | Де Гендт (134), Вестра (97), Хогерланд (51), Марчиньський (45), Маркато (37)        | 0    |
| 17    | AG2R La Mondiale            | 315  | Ночентіні (162), Роч (63), Перо (42), Гадре (33), Беллетті (15)                     | 0    |
| 18    | FDJ                         | 246  | Демар (87), Піно (85), Женнессон (40), Федріго (20), Ладаньюс (14)                  | 0    |

### Національний
Джерело:
Національні очки нараховувалися додаванням особистих очок найкращих п'яти гонщиків, які виступали за ту чи іншу країну. Цей рейтинг після 21-го етапу Класики Сан-Себастьяна також використовувався, щоб визначити кількість гонщиків від тієї чи іншої країни в груповій гонці Чемпіонату світу 2012.
| Місце | Країна          | Очки | Перші 5 гонщиків                                                                  |
| ----- | --------------- | ---- | --------------------------------------------------------------------------------- |
| 1     | Іспанія         | 1889 | Родрігес (692), Валверде (394), С. Санчес (332), Контадор (290), Фрейре (181)     |
| 2     | Велика Британія | 1163 | Віґґінз (601), Фрум (376), Кавендіш (128), Свіфт (36), Томас (22)                 |
| 3     | Італія          | 1115 | Нібалі (400), Кунего (184), Скарпоні (184), Мозер (175), Баллан (172)             |
| 4     | Бельгія         | 1014 | Бонен (410), Ван ден Брук (237), Де Гендт (134), Ван Авермет (121), Жильбер (112) |
| 5     | Австралія       | 962  | Джерранс (390), Роджерс (194), Еванс (182), Госс (114), Порт (82)                 |
| 6     | Нідерланди      | 733  | Моллема (194), Терпстра (160), Бом (148), Гесінк (134), Вестра (97)               |
| 7     | США             | 530  | Ван Гардер (160), Таланскі (145), Горнер (120), Лейфеймер (75), Деніелсон (30)    |
| 8     | Норвегія        | 449  | Боассон Хаген (317), Нордхауг (122), Крістофф (9), Хусховд (1)                    |
| 9     | Німеччина       | 447  | Т. Мартін (171), Грайпель (162), Гердеманн (51), Кледен (40), Вегманн (23)        |
| 10    | Португалія      | 412  | Кошта (320), Машаду (92)                                                          |
| 11    | Колумбія        | 404  | Уран (199), Енао (194), Кінтана (6), Анакона (4), Сармієнто (1)                   |
| 12    | Франція         | 367  | Шаванель (113), Демар (87), Піно (85), Перо (42), Ле Мевель (40)                  |
| 13    | Словаччина      | 361  | П. Саган (351), П. Веліц (10)                                                     |
| 14    | Швейцарія       | 357  | Альбазіні (183), Канчеллара (134), Цаугг (20), Тшопп (18), Франк (2)              |
| 15    | Канада          | 278  | Хешедаль (241), Тафт (37)                                                         |

- Гонщики 35 країн набрали очки.

## Зміна лідера
| Змагання (Переможець)                                                       | Особистий          | Командний                   | Національний |
| --------------------------------------------------------------------------- | ------------------ | --------------------------- | ------------ |
| Тур Даун Андер (Саймон Джерранс)                                            | Саймон Джерранс    | Trek-Segafredo              | Австралія    |
| Париж — Ніцца (Бредлі Віґґінз)                                              | Алехандро Валверде | Team Sky                    | Іспанія      |
| Тіррено — Адріатіко (Вінченцо Нібалі)                                       | Алехандро Валверде | Trek-Segafredo              | Іспанія      |
| Мілан — Сан-Ремо (Саймон Джерранс)                                          | Саймон Джерранс    | Trek-Segafredo              | Італія       |
| E3 Харелбеке (Том Бонен)                                                    | Саймон Джерранс    | Trek-Segafredo              | Іспанія      |
| Вольта Каталунії (Мікаель Альбазіні)                                        | Саймон Джерранс    | Orica–Scott                 | Іспанія      |
| Гент — Вевельгем (Том Бонен)                                                | Саймон Джерранс    | Team Sky                    | Іспанія      |
| Тур Фландрії (Том Бонен)                                                    | Том Бонен          | Cannondale Pro Cycling Team | Бельгія      |
| Тур Країни Басків (Самуель Санчес)                                          | Том Бонен          | Quick-Step Floors           | Іспанія      |
| Париж — Рубе (Том Бонен)                                                    | Том Бонен          | Quick-Step Floors           | Іспанія      |
| Амстел Голд Рейс (Енріко Гаспаротто)                                        | Том Бонен          | Quick-Step Floors           | Іспанія      |
| Флеш Валонь (Хоакім Родрігес)                                               | Том Бонен          | Quick-Step Floors           | Іспанія      |
| Льєж — Бастонь — Льєж (Максим Іглинський)                                   | Том Бонен          | Quick-Step Floors           | Іспанія      |
| Тур Романдії (Бредлі Віґґінз)                                               | Том Бонен          | Quick-Step Floors           | Іспанія      |
| Джиро д'Італія (Райдер Хешедаль)                                            | Хоакім Родрігес    | Katusha–Alpecin             | Іспанія      |
| Крітеріум ду Дофіне (Бредлі Віґґінз)                                        | Хоакім Родрігес    | Team Sky                    | Іспанія      |
| Тур Швейцарії (Руй Кошта)                                                   | Хоакім Родрігес    | Team Sky                    | Іспанія      |
| Тур Польщі (Морено Мозер)                                                   | Хоакім Родрігес    | Team Sky                    | Іспанія      |
| Тур де Франс (Бредлі Віґґінз)                                               | Бредлі Віґґінз     | Team Sky                    | Іспанія      |
| Енеко Тур (Ларс Бом)                                                        | Бредлі Віґґінз     | Team Sky                    | Іспанія      |
| Класика Сан-Себастьяна (Луїс Леон Санчес)                                   | Бредлі Віґґінз     | Team Sky                    | Іспанія      |
| Ваттенфаль Класик (Арно Демар)                                              | Бредлі Віґґінз     | Team Sky                    | Іспанія      |
| Гран-прі Уес Франс (Едвальд Боассон Хаген)                                  | Бредлі Віґґінз     | Team Sky                    | Іспанія      |
| Гран-прі Квебека (Саймон Джерранс)                                          | Бредлі Віґґінз     | Team Sky                    | Іспанія      |
| Вуельта Іспанії (Альберто Контадор)                                         | Бредлі Віґґінз     | Team Sky                    | Іспанія      |
| Гран-прі Монреаля (Ларс Петтер Нордхауг)                                    | Бредлі Віґґінз     | Team Sky                    | Іспанія      |
| Командна гонка з роздільним стартом на чемпіонаті світу (Quick-Step Floors) | Бредлі Віґґінз     | Team Sky                    | Іспанія      |
| Джиро ді Ломбардія (Хоакім Родрігес)                                        | Хоакім Родрігес    | Team Sky                    | Іспанія      |
| Тур Пекіна (Тоні Мартін)                                                    | Хоакім Родрігес    | Team Sky                    | Іспанія      |